# Hamza-beg Biharović
Hamza-beg Biharović bio je krajiški plemić i junak, 1556. godine posto je bosanski beglerbeg i vladao, po Antunu Kneževiću, devet mjeseci. Poznat je još i "Džundi".

## Životopis
Hamza-beg potječe od starih krajiških junaka. Pretpostavlja se da je s krajeva oko Sanskoga Mosta, čim je tu sagradio džamiju. (Muvekkit piše da je sagradio u Kamengradu džamiju, što nije točno, zato se pretpostavlja da je rodom iz Kamengrada i zato je Muvekkit pogriješio.)
On je osnivač kasabe Dičevo, kako je u 16. i 17. stoljeću nazivan današnji Sanski Most. (U nekim izvorima se spominju i Šehovci kao Dičevo). Poslije, sve do 1878. godine, Sanski Most se naziva Vakuf, a to ime je dobio po izvješćima Hamza-bega. Podigavši prvu džamiju (današnja Hamzibegova džamija) i druge objekte čime je to mjesto steklo osnovne uvjete da dobije status kasabe. Početkom 17. stoljeća ovo mjesto je spomenuto kao "mjesto Dičevo u blizini rijeke Sane. Imalo jed jednu mahalu u kojoj je postojala navedena džamija Hamza-bega, bivšeg bosanskog sandžak-bega sa 69 muslimanskih kuća i 11 mudžereda". 
Umro je 1557. godine i pokopan je, vjerojatno, ispred svoje džamije u Sanskom Mostu, gdje su doskora bila dva stara turbeta. 